# Pere Lazaga Sabater
Pere Lazaga Sabater (Valls, el 3 d'octubre de 1918 - Madrid, el 30 de novembre de 1979), conegut artísticament com a Pedro Lazaga, va ser un prolífic director i guionista de cinema català.

## Biografia
Pere Lazaga va combatre a favor de la República durant la Guerra Civil. En acabar el conflicte va ser empresonat pel règim Franquista. Amb l'objectiu de redimir-se, Lazaga va allistar-se a la Divisió Blava amb el qual va combatre a Rússia a la Segona Guerra Mundial. En tornar a l'estat espanyol va dedicar-se, entre altres coses, a escriure diferents publicacions per al butlletí del Cine-Club del Cercle d'Escriptors Cinematogràfics.
El primer contacte de Pere Lazaga amb el cinema va arribar al 1946, quan va vendre una adaptació que havia fet de la novel·la Abel Sánchez d'Unamuno. La pel·lícula va ser dirigida per Carlos Serrano de Osma. En aquesta cinta, a més de guionista, Lazaga va exercir com ajudant de direcció. En un període de dos anys, el de Valls va col·laborar en diferents cintes com a guionista, cap de producció i ajudant de producció. Destaquen en guió l'adaptació d'una novel·la menor d'Emilia Pardo Bazán i el guió de La sirena negra, també de Serrano de Osma. Per a aquesta última Lazaga va fer tasques d'ajudant de direcció. Igualment va passar a Embrujo on va treballar l'argument i va ser ajudant de direcció. Aquesta tasca també la va dur a terme l'any 1948 a Vida en Sombras, de Llorenç Llobet-Gràcia. El mateix any va debutar com a director amb el migmetratge avui desaparegut Encrucijada. Seguidament va rodar la pel·lícula Campo bravo, gravada a Sant Quirze del Vallès. Al 1957 estableix una relació professional més o menys mantinguda amb la productora Ágata Films. Més tard, arran de l'èxit de La Ciudad no es para mi, al 1966 va associar-se amb el productor Pedro Masó. En trencar amb Masó, el cinema de Lazaga vira de les comèdies populars ibèriques a productes amb tints eròtics, estereotipats, patriarcals i sovint masclistes, sempre vinculats a la permissibilitat del règim. Destaquen títols com Vente a ligar al Oeste, Yo soy fulana de tal, Terapia al desnudo, entre d'altres. El cineasta va estar actiu fins al dia de la seva mort, causada per un tumor cerebral l'any 1979.

## Filmografia

### Director
- 1948: Encrucijada (migmetratge)
- 1948: Campo bravo
- 1950: Hombre acosado
- 1951: María Morena (codri. José María Forqué)
- 1954: La patrulla
- 1955: Cuerda de presos
- 1955: La vida es maravillosa
- 1956: El frente infinito
- 1956: La vida es maravillosa
- 1956: Roberto el diablo
- 1957: El fotogénico
- 1957: El aprendiz de malo
- 1957: La frontera del miedo
- 1957: Las muchachas de azul
- 1958: Ana dice sí
- 1958: Luna de verano
- 1959: Miss Cuplé
- 1959: Los tramposos
- 1959: La fiel infantería
- 1960: Trío de damas
- 1960: Los económicamente débiles
- 1961: Trampa para Catalina
- 1961: Martes y trece
- 1961: La pandilla de los once
- 1962: Sabían demasiado
- 1962: Aprendiendo a morir
- 1962: Los siete espartanos
- 1962: Fin de semana
- 1963: Eva 63
- 1963: El cálido verano del señor Rodríguez
- 1964: El tímido
- 1964: Dos chicas locas, locas
- 1965: El rostro del asesino
- 1965: Un Vampiro para dos
- 1965: Posición avanzada
- 1966: La ciudad no es para mí
- 1966: Operación Plus Ultra
- 1966: Nuevo en esta plaza
- 1966: Las viudas (codir. José María Forqué i Julio Coll) (episodio Luna de miel)
- 1966: Las cicatrices
- 1967: Los guardiamarinas
- 1967: ¿Qué hacemos con los hijos?
- 1967: Los chicos del Preu
- 1967: Novios 68
- 1967: Sor Citroen
- 1968: El turismo es un gran invento
- 1968: No desearás la mujer de tu prójimo
- 1968: ¡Cómo sóis las mujeres!
- 1968: No le busques tres pies
- 1968: La chica de los anuncios
- 1968: Las secretarias
- 1969: Abuelo "Made in Spain"
- 1969: El abominable hombre de la Costa del Sol
- 1969: A 45 revoluciones por minuto
- 1969: Verano 70
- 1969: El otro árbol de Guernica
- 1969: Las amigas
- 1970: ¿Por qué pecamos a los cuarenta?
- 1970: Las siete vidas del gato
- 1970: Vente a Alemania, Pepe
- 1970: Hay que educar a papá
- 1970: El dinero tiene miedo
- 1971: Black Story (La historia negra de Peter P. Peter)
- 1971: Blanca por fuera y rosa por dentro
- 1971: Vente a ligar al Oeste
- 1972: Mil millones para una rubia
- 1972: Paris bien vale una moza
- 1972: El horóscopo
- 1972: El abuelo tiene un plan
- 1972: No firmes más letras, cielo
- 1972: El vikingo
- 1972: El padre de la criatura
- 1973: Cinco almohadas para una noche
- 1973: Las estrellas están verdes
- 1973: El amor empieza a medianoche
- 1973: El chulo
- 1974: Una noche de cabaret
- 1974: En la cresta de la ola
- 1974: Largo retorno
- 1975: El alegre divorciado
- 1975: Yo soy fulana de tal
- 1975: Terapia al desnudo
- 1975: Estoy hecho un chaval
- 1975: Tres suecas para tres Rodríguez
- 1976: Ambiciosa
- 1976: La amante perfecta
- 1976: Fulanita y sus menganos
- 1976: Hasta que el matrimonio nos separe
- 1977: Vota Gundisalvo
- 1977: ¡Vaya par de gemelos!
- 1977: El ladrido
- 1977: El hombre llamado Lola
- 1978: Estimado señor juez
- 1979: Siete chicas peligrosas

### Guionista
- 1946: Abel Sánchez
- 1947: Embrujo
- 1947: La sirena negra
- 1951: Niebla y sol
- 1961: Trampa para Catalina
- 1965: El tímido
- 1969: El rostro del asesino
- 1970: Las siete vidas del gato
- 1971: Blanca por fuera y rosa por dentro
- 1972: Mil millones para una rubia
- 1974: Una mujer de cabaret
- 1976: Ambiciosa